# محمد بن علي الفايز
 محمد بن علي بن محمد الفايز  (1937 - 16 أبريل 2025)، وزير سعودي سابق، سبق أن تولى منصب وزير العمل ثم منصب وزير الخدمة المدنية السعودية، ولد عام 1937 في مدينة حائل بالمملكة العربية السعودية.
تدرج في الوظائف العامة حيث بدأ موظفًا في هيئة الخبراء حتى أسندت له حقيبة وزارة الخدمة المدنية، عمل الفايز مع أربعة من الملوك هم الملك فيصل بن عبد العزيز آل سعود والملك خالد بن عبد العزيز آل سعود والملك فهد بن عبد العزيز آل سعود والملك عبد الله بن عبد العزيز آل سعود. وتقلب في مواقع وظيفية عدة. توفي يوم الأربعاء 16 أبريل 2025م.

## المؤهلات العلمية
- ليسانس - حقوق - جامعة القاهرة (1960م).
- ماجستير (الإدارة العامة-الموظف العام) (1964م)، جامعة جنوب كاليفورنيا في الولايات المتحدة الأمريكية.

## مناصبه الحكومية
- مستشار قانوني - الأمانة العامة لمجلس الوزراء من عام 1380 هـ إلى عام 1389هـ.
- مدير عام المؤسسة العامة للتأمينات الاجتماعية عام 1390 هـ لمدة سنة.
- وكيل وزارة العمل والشؤون الاجتماعية (وزارة العمل والتنمية الاجتماعية حالياً) ورئيس مجلس إدارة المؤسسة العامة للتأمينات الاجتماعية من عام 1391 هـ حتى عام 1400 هـ.
- وزيرًا للعمل والشئون الاجتماعية من عام 1403 هـ إلى 1416 هـ.
- رئيساً للديوان العام للخدمة المدنية من عام 1416 هـ حتى عام 1420 هـ.
- وزيراً الخدمة المدنية من عام 1420 هـ إلى 19/1/1433.